# 中华民国大陆时期经济

中國大陸人均GDP（1913—1950年）

自1912年清朝滅亡後，大陸地區進入了一段相對不穩定的時期，先是軍閥間為了爭奪利益而相互開戰導致民不聊生，使得經濟活動一度中斷。南京十年期間，中華民國在多個工業領域取得進步，尤其是與軍事相關的領域，藉以努力跟上西方並準備與日本開戰。爾後爆發的八年抗戰與第二次國共內戰最後導致中華民國撤退台灣，並將中國大陸易手中華人民共和國。

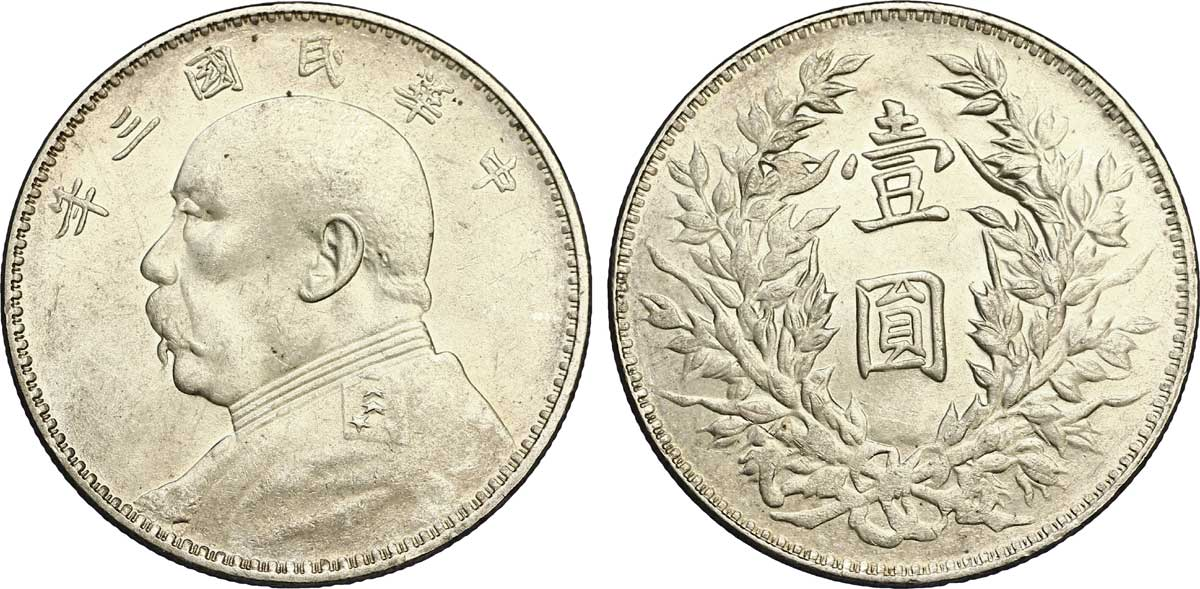
1914年的袁世凱圓成為當時中華民國的主要貨幣之一

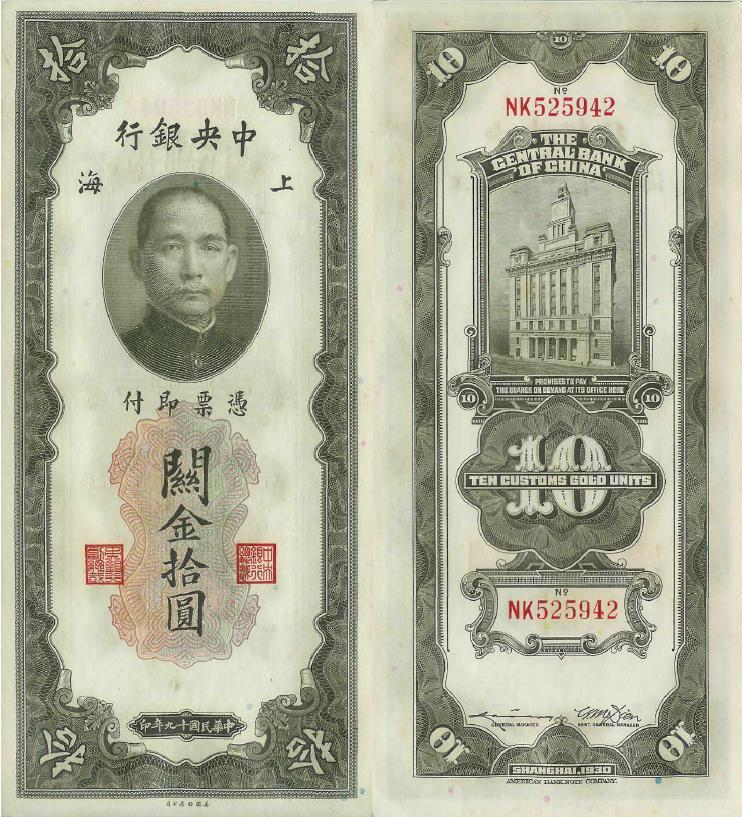
1930年民國早期帳單

民國時期政局多变，战乱频繁。经济虽有发展，诞生了三五牌台钟、永久牌自行车、培罗蒙西服、五洲肥皂、金星金笔、三枪牌内衣、414毛巾等民族工业，但仍被赵鼎新评价为“不成功”，而經濟學家鄒至莊在總結最近的學術研究時說：“儘管政治不穩定，但經濟活動仍在繼續，經濟發展發生在1911年到1937年之間”，簡而言之，現代化正在發生。他繼續說，直到1937年，中國的市場經濟表現良好。他進一步表示中國大陸市場經濟一直到1937年都「表現良好」，這也解釋了為何1978年中共改革開放開始後，中國大陸有能力回歸市場經濟。

## 民國初期的內戰、饑荒與動盪
民国初期，軍閥與派系間戰亂頻繁。在袁世凱擔任總統期間，飢荒、內戰與政府更迭成為中國大陸政治常態，各省分更是時不時就會「鬧獨立」。原先中央政權的崩潰更使得晚清以來的經濟雪崩性萎縮，直到1927年，國民黨領袖蔣介石統一中國後才得以扭轉。

## 國內工業的發展

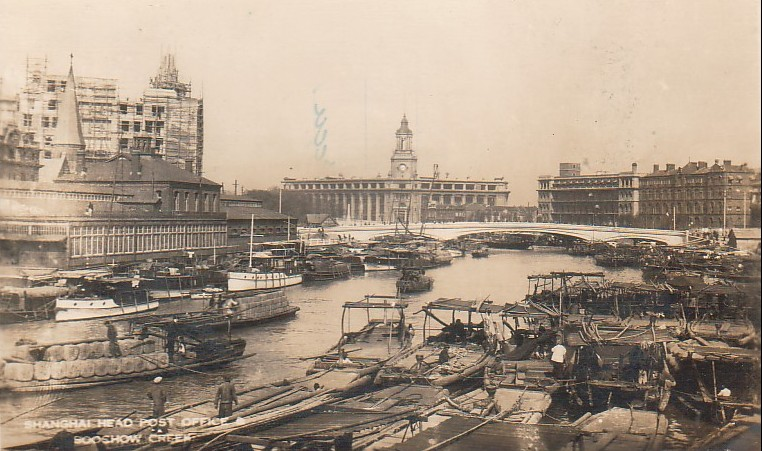
1920年左右上海蘇州河沿岸的船運

自清朝滅亡以降，儘管中國大陸政局動盪，但其工業的發展卻相當快速。該發展到了第一次世界大戰期間邁入巔峰，這是因為當時中國商品需求大增，因而受益於中國大陸本土工業。此外歐洲全面戰爭爆發後，中國進口急速增長。比如：1913年紡織業擁有482,192台紡織機，到了1918年戰後，數量已經增加到647,570台。到了1921年後，數量更是飆升到1,248,282台。此外，麵包工廠也從57家增加到131家。
五四運動期間，大陸學生呼籲大陸民眾拒絕購買非中國製造的商品，即抵制外國商品，此部分多少也刺激了中國大陸本土工業的發展。从1919年到1921年，以及从1925年到1927年期間，外國進口急遽下降。
儘管1929年爆發了大萧条，但是中國大陸在20世紀30年代仍然繼續發展壯大。這個時期現代稱之為南京十年，由蔣介石領導的國民黨重新統一了中國大陸大部分的地方，並帶來幾十年從未見過的政治穩定。在南京國民政府的領導下，大陸經濟在1927-1931年期間實現了前所未有的增長。然而到了1931年，大蕭條的影響開始嚴重影響到大陸經濟，同年日本入侵滿州，使得問題變得更加白熱化。是以，大陸的国内生产总值在1932年降到288億。此後大陸工業產能迅速恢復，国内生产总值在1935年上升到237億，1936年時就超過了1931年的水平。

## 中華民國農村經濟
中華民國大陸時期的農村經濟大多停留在晚清時期的水準。相關市場雖然早在宋明時期便形成，但在民國時期，大陸農業很大程度上依賴於生產出口至外國的經濟作物為主，所以其很容易受國際市場波動。其生產的出口產品包含黏合劑、茶葉、絲綢、甘蔗、菸草、棉花、玉米、花生等等。
到了大蕭條時期，農村經濟受到了更大的打擊，因為當時國內的產量已經供過於求，外國的進口則持續增加（即西方生產的農作物在大陸「傾銷」），導致食品類價格暴跌。1931年，大陸的大米進口量達到2100萬蒲式耳，而在三年（1928年）前僅僅1200萬蒲式耳而已。其他商品的增幅則更加明顯，比如在1932年，大陸進口了1500萬蒲式耳穀物，而四年（1928年）前僅僅90萬蒲式耳而已。同時，更加白熱化的競爭也導致大陸農產品價格大幅下滑（即農產品的價格更便宜），繼而導致農民的收入變少，1932年的農產品價格在當時僅有1921年的41%而已。到了1934年，部分農村的收入甚至僅有1931年的57%。

## 中華民國的外商直接投資
民國初年，外國對華的直接投資激增。到20世紀初，已有約15億投資進入大陸，其中俄羅斯、英國與德國是最大的投資者。然而隨著第一次世界大戰爆發後，俄羅斯與德國停止投資，英國與日本成了主要投資者。到了1930年，外國在華投資超過35億美元，其中日本（14億）與英國（10億）居於首位。然而在1948年，資本存量停止成長，投資金額驟降至30億美元，並以美國與英國為主要投資者。

## 中華民國貨幣
民國時期的貨幣一開始是以白銀為主，但在1935年發生臭名昭彰的銀行政變後，國民政府奪取對私人銀行的控制，並用中華民國發行的法幣取代。國民政府為此特別努力地將法幣成為大陸的唯一貨幣，並廢除早期由白銀與黃金所支持的紙幣。不幸的是，國民政府藉此機會大量發行貨幣，其在1936年共發行了16億元，但在八年抗戰結束時，國民政府已經發行1.031萬億元。隨著1946年大二次國共內戰爆發，這個情況進一步惡化：1947年，國民政府共發行了33.2萬億元。此舉是為了彌補戰爭但來的龐大預算赤字（當時稅收收入僅為2.5億，但是戰爭開支卻達到驚人的2500億）。到了1949年，流通的貨幣總量已經是1936年的1200億倍。

## 中華民國戰爭經濟（1937—1945年）

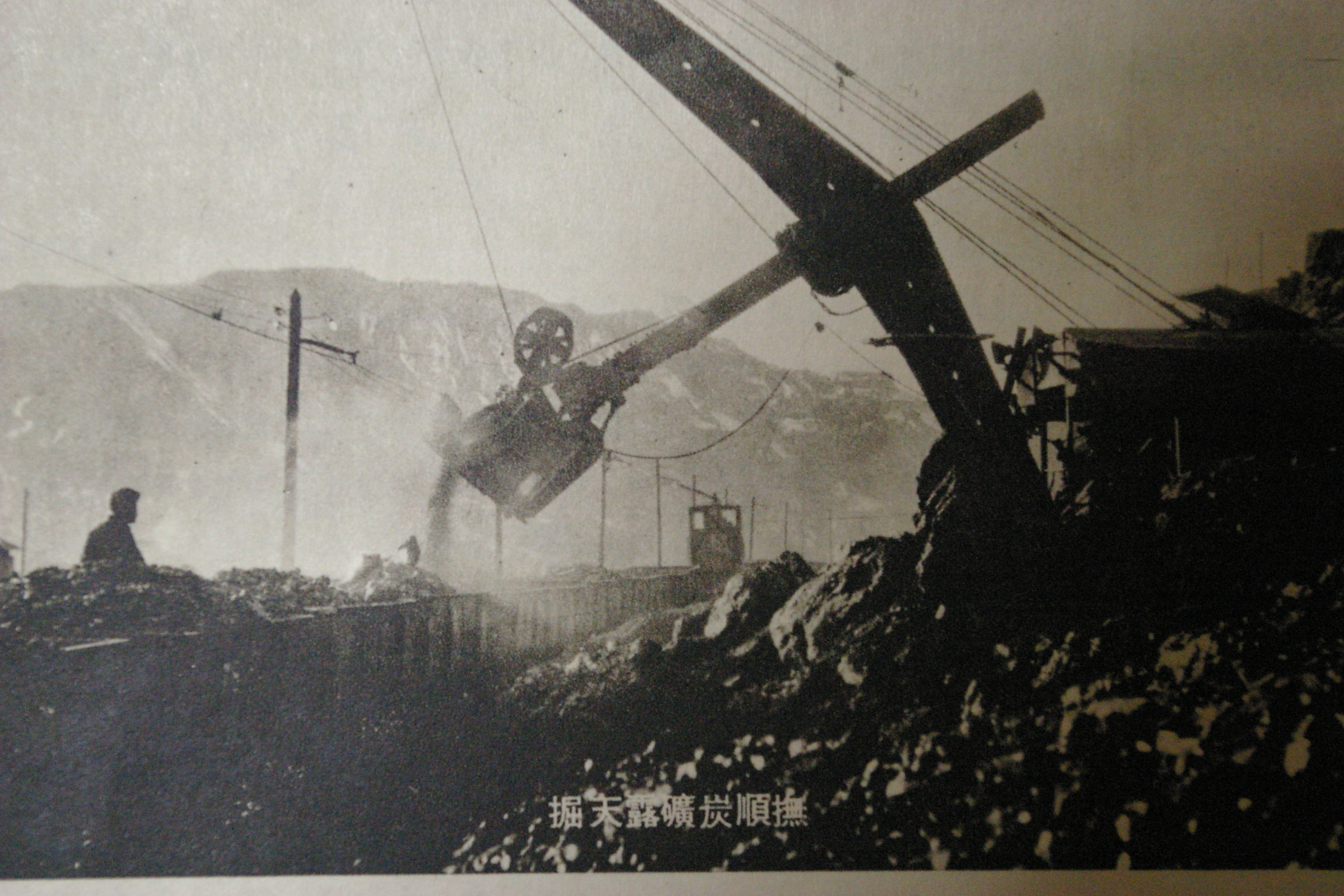
約1940年，日本帝國治下的遼寧撫順的煤炭开采一景

1937年，日本侵華所引發的戰爭導致大陸陷入一片混亂。繁榮的大部分東岸很快就被日本佔領，期間日軍對當地展開殘酷的佔領，並對當地百姓犯下無數暴行，比如1937年的南京大屠殺；同時日本也對大陸城市進行有計劃的大規模空襲。對此國民黨採取焦土策略，在日本不斷地推進時，他們將會把被迫撤守的地方的生產力全部摧毀。面對大陸的頑固抵抗，日本也相當殘忍，其在1942年的一次反游擊作戰中，在一個月內殺害了20多萬百姓。1942—43年，河南饑荒又造成200—300萬百姓死亡。據估計，這場八年抗戰共造成2000—2500萬中國人死亡，該戰爭也嚴重阻礙了大陸前十年的發展。在戰後，毀滅性的衝突與廉價美國商品的流入嚴重阻礙了工業發展。在1946年，大陸工業產能僅為戰前的20%，產量為戰前的25%。
在1945年8月日本投降後，國民黨政府得以收復大部分在八年抗戰中失去的大部分經濟中心，沒有使其受到進一步的毀壞。然而鑒於先期的戰爭與日本的占領，這個部分實際上沒有什麼差別。起初，日本將滿洲打造成遠東最大的工業中心，一直到戰爭最後一周，蘇聯入侵滿洲前，滿洲從未遭到大規模的破壞。在蘇聯紅軍入侵並擊敗日軍後，佔領了滿洲長達三個月，期間其進行了系統性劫掠和破壞。當時的蘇聯領導人史達林下令將從私人住宅的所有設備、可移動部件、工具，甚至是物質財富全部運回蘇聯，搬不動的直接原地銷毀。當蘇聯最終在10月撤軍後，滿洲幾乎全毀，曾經的大陸工業中心之一成為一片廢墟，幾乎所有的工廠都被破壞，沒有一個礦井仍然有活動的跡象。由於蘇聯還拆除、毀壞了所有發電廠，甚至水壩上的渦輪機，滿洲幾乎失去了所有的重型機械，甚至還無法供應電力。
戰期間，國民政府大幅增加了其對工業的控制。在1936年，政府擁有的工業僅占國內生產總值的15%，然而，國民政府為了打贏抗戰，控制了許多工業區。1938年，中華民國成立了工礦委員會，負責控制、監控企業，同時展開價格管制。到了1942年大陸已經有70%的工業資本歸國民政府所有。
戰期間，通貨膨脹急遽加重，國民政府曾試圖使用新貨幣，及在1942—1943年進行嘗試全面凍結物價來抑制通貨膨脹，但最終均以失敗告終。這是因為大陸的農業經濟非常集中，同時工業的衰退與匯率崩潰導致控制價格的努力全部]付之一炬。結果，供應商沒有用穩定的價格進行配給，店主則利用其供應進行投機，「生產性企業從新品產出轉向對庫存的投機，撤資與外商出逃更進一步削弱了生產能力」。

## 惡性通貨膨脹、國共內戰與國民政府遷台
自1945年8月日本投降後，蔣介石收復了中華民國在第一次、第二次中日戰爭時所失去的大部分領土，包含台灣島在內。與其他被佔領區域不同的是，日本（其原本打算最終吞併台灣）在台灣留下了現代的教育體系與經濟。隨後蔣介石與國民黨再次和共產黨開戰。然而，國民黨的嚴重腐敗、貨幣超額發行導致惡性通货膨脹，以及戰爭對百姓造成的消耗都導致大陸地區掀起了大規模騷亂，並促進百姓普遍對共產主義事業的同情。事實上通貨膨脹早在甲午戰爭就已經發生，但到了20世紀40年代已經轉變成長期的惡性通貨膨脹，而最主要原因是因為國民政府未能恢復收入的來源，並且還透過大量印鈔來彌補赤字。
反之，共產黨在20世紀40-50年代戰勝了長期惡性通貨膨脹，從而為其獲得重大的統治合法性。他們建立的國家貿易機構整合了市場與貿易網路，並最終讓價格再次穩定。此外，共產黨承諾重新分配土地這檔事也贏得長期於苦難之中的廣大農村人口的支持。
1949年，共產黨軍隊開始快速推進，並擊敗正在潰敗的國民黨軍隊。到了10月，共產黨攻陷北京，南京不久後也被攻陷。1949年10月1日，中華人民共和國宣告成立。此時的國民黨甚至已經無力減緩共產黨的攻城掠地，最終蔣介石下令國民政府遷到台灣，而當時，台灣是極少數沒有在八年抗戰期間遭到大規模破壞的工業化地區之一。由於蔣介石打算重新集結軍隊後反攻大陸，所以他表示這只是暫時性的遷都。
隨著國民黨開始遷台，大陸的許多流動資產被剝奪，包括黃金、白銀與國家的美元儲備金。國民黨甚至原本打算對工業區域進行然燃燒彈轟炸，但是許多地方的工人都成功阻止了他們。待國民黨撤離大陸後，大陸商業已然被破壞、國家貨幣也隨之失去價值，並再次回到以物換物的交易模式。
之後，儘管國民黨曾嘗試進行多年籌畫，但是他們反攻大陸的計劃始終未能實現，使得中華民國長期地流亡於台灣島上。此時台灣在中華民國治下繼續繁榮發展，並因其「經濟奇蹟」而成為亞洲四小龍之一。後來鄧小平改革開放後，大陸經濟開始快速成長，台灣因而成為大陸最大的投資來源地之一。

### 书籍
- 郑成林. . 2017-06. ISBN 978-7-5013-6118-2.
- 朱斯煌. . 河南人民出版社. 2016-10-01. ISBN 9787215105270.
- 肜新春. . 中国大百科全书出版社. 2010-02. ISBN 9787500082996.

- Chow, Gregory C. China's Economic Transformation (2nd ed. 2007) excerpt and text search （页面存档备份，存于）
- Eastman Lloyd et al. The Nationalist Era in China, 1927–1949 (1991) excerpt and text search
- Fairbank, John K., ed.  The Cambridge History of China, Vol. 12, Republican China 1912–1949. Part 1. (1983). 1001 pp., the standard history, by numerous scholars
- Fairbank, John K. and Feuerwerker, Albert, eds.  The Cambridge History of China. Vol. 13: Republican China, 1912–1949, Part 2. (1986). 1092 pp., the standard history, by numerous scholars
- Ji, Zhaojin.  A History of Modern Shanghai Banking: The Rise and Decline of China's Finance Capitalism. (Armonk, NY: M.E. Sharpe, 2003 ISBN 0765610027). 325pp.
- Rawski, Thomas G.  and Lillian M. Li, eds. Chinese History in Economic Perspective, University of California Press, 1992 complete text online free
- Rawski, Thomas G. Economic Growth in Prewar China. Berkeley: University of California Press, 1989.  448pp ISBN 0520063724.
- Rubinstein, Murray A., ed. Taiwan: A New History (2006), 560pp
- Shiroyama, Tomoko. China during the Great Depression: Market, State, and the World Economy, 1929–1937 (2008)
- Sun, Jian, 中国经济通史 Economic history of China, Vol 2 (1840–1949), China People's University Press, ISBN 7300029531, 2000.
- Young, Arthur Nichols. China's nation-building effort, 1927–1937: the financial and economic record (1971) 553 pages full text online （页面存档备份，存于）